# Liste des choix de repêchages de l'Avalanche du Colorado
Cette liste contient tous les joueurs de hockey sur glace ayant été repêchés par l' Avalanche du Colorado, franchise de la Ligue nationale de hockey. Les joueurs listés ci-dessus n'ont pas obligatoirement joué un match sous le maillot de l'équipe.
Elle regroupe les joueurs depuis le Repêchage de 1995 organisé par la LNH en 1994-1995, jusqu’à aujourd’hui,. Les joueurs sont classés par année de repêchage. Les deux premières colonnes donnent le rang et le tour duquel le joueur a été repêché suivis de son nom, de sa nationalité et de sa position de jeu.

## Les repêchages d'entrée

### 1995
| No  | Tour | Nom           | Nationalité | Position       |
| --- | ---- | ------------- | ----------- | -------------- |
| 25  | 1er  | Marc Denis    | Canada      | Gardien de but |
| 51  | 2e   | Nic Beaudoin  | Canada      | Ailier gauche  |
| 77  | 3e   | John Tripp    | Canada      | Ailier droit   |
| 81  | 4e   | Tomi Kallio   | Finlande    | Ailier droit   |
| 129 | 5e   | Brent Johnson | États-Unis  | Gardien de but |
| 155 | 6e   | John Cirjak   | Canada      | Ailier droit   |
| 181 | 7e   | Dan Smith     | Canada      | Défenseur      |
| 207 | 8e   | Tomi Hirvonen | Finlande    | Centre         |
| 228 | 9e   | Chris George  | Canada      | Ailier droit   |

### 1996
| No  | Tour | Nom              | Nationalité        | Position       |
| --- | ---- | ---------------- | ------------------ | -------------- |
| 25  | 1er  | Peter Ratchuk    | États-Unis         | Défenseur      |
| 51  | 2e   | Iouri Babenko    | Russie             | Centre         |
| 79  | 3e   | Mark Parrish     | États-Unis         | Ailier droit   |
| 98  | 4e   | Ben Storey       | Canada             | Défenseur      |
| 107 | 4e   | Randy Petruk     | Canada             | Gardien de but |
| 134 | 5e   | Luke Curtin      | États-Unis         | Ailier gauche  |
| 146 | 6e   | Brian Willsie    | Canada             | Ailier droit   |
| 160 | 6e   | Kai Fischer      | Allemagne          | Gardien de but |
| 167 | 7e   | Dan Hinote       | États-Unis         | Ailier droit   |
| 176 | 7e   | Samuel Påhlsson  | Suède              | Centre         |
| 188 | 7e   | Roman Pylner     | République tchèque | Centre         |
| 214 | 8e   | Matthew Scorsune | États-Unis         | Défenseur      |
| 240 | 9e   | Justin Clark     | États-Unis         | Ailier droit   |

### 1997
| No  | Tour | Nom             | Nationalité | Position       |
| --- | ---- | --------------- | ----------- | -------------- |
| 26  | 1er  | Kevin Grimes    | Canada      | Défenseur      |
| 53  | 2e   | Graham Belak    | Canada      | Ailier gauche  |
| 55  | 3e   | Rick Berry      | Canada      | Défenseur      |
| 78  | 3e   | Ville Nieminen  | Finlande    | Ailier gauche  |
| 87  | 4e   | Brad Larsen     | Canada      | Ailier gauche  |
| 133 | 5e   | Aaron Miskovich | États-Unis  | Centre         |
| 161 | 6e   | David Aebischer | Suisse      | Gardien de but |
| 217 | 8e   | Doug Schmidt    | États-Unis  | Défenseur      |
| 243 | 9e   | Kyle Kidney     | États-Unis  | Ailier gauche  |
| 245 | 9e   | Stephen Lafleur | Canada      | Défenseur      |

### 1998
| No  | Tour | Nom                  | Nationalité        | Position       |
| --- | ---- | -------------------- | ------------------ | -------------- |
| 12  | 1er  | Alex Tanguay         | Canada             | Ailier gauche  |
| 17  | 1er  | Martin Škoula        | République tchèque | Défenseur      |
| 19  | 1er  | Robyn Regehr         | Canada             | Défenseur      |
| 20  | 1er  | Scott Parker         | États-Unis         | Ailier droit   |
| 28  | 2e   | Ramzi Abid           | Canada             | Ailier gauche  |
| 38  | 2e   | Philippe Sauvé       | États-Unis         | Gardien de but |
| 53  | 2e   | Steve Moore          | Canada             | Centre         |
| 79  | 3e   | Ievgueni Lazarev     | Ukraine            | Ailier gauche  |
| 141 | 5e   | K.C. Timmons         | Canada             | Ailier gauche  |
| 167 | 6e   | Aleksandr Riazantsev | Russie             | Défenseur      |

### 1999
| No  | Tour | Nom                 | Nationalité        | Position      |
| --- | ---- | ------------------- | ------------------ | ------------- |
| 25  | 1er  | Mikhaïl Koulechov   | Russie             | Ailier gauche |
| 45  | 2e   | Martin Grenier      | Canada             | Défenseur     |
| 93  | 3e   | Branko Radivojevič  | Slovaquie          | Ailier droit  |
| 112 | 4e   | Sanny Lindström     | Suède              | Défenseur     |
| 122 | 4e   | Kristian Kovac      | Slovaquie          | Ailier droit  |
| 142 | 5e   | William Magnuson    | États-Unis         | Défenseur     |
| 152 | 5e   | Jordan Krestanovich | Canada             | Ailier gauche |
| 158 | 6e   | Anders Lovdahl      | Suède              | Centre        |
| 183 | 6e   | Riku Hahl           | Finlande           | Centre        |
| 212 | 7e   | Radim Vrbata        | République tchèque | Ailier droit  |
| 240 | 8e   | Jeff Finger         | États-Unis         | Défenseur     |

### 2000
| No  | Tour | Nom                | Nationalité        | Position       |
| --- | ---- | ------------------ | ------------------ | -------------- |
| 14  | 1er  | Vaclav Nedorost    | République tchèque | Centre         |
| 47  | 2e   | Jared Aulin        | Canada             | Centre         |
| 50  | 2e   | Sergueï Soïne      | Russie             | Attaquant      |
| 63  | 2e   | Agris Saviels      | Lettonie           | Défenseur      |
| 88  | 3e   | Kurt Sauer         | États-Unis         | Défenseur      |
| 92  | 3e   | Sergueï Kliazmine  | Russie             | Ailier gauche  |
| 119 | 4e   | Brian Fahey        | États-Unis         | Défenseur      |
| 159 | 5e   | John-Michael Liles | États-Unis         | Défenseur      |
| 189 | 6e   | Chris Bahen        | Canada             | Défenseur      |
| 221 | 7e   | Aaron Molnar       | Canada             | Gardien de but |
| 252 | 8e   | Darryl Bootland    | Canada             | Ailier droit   |
| 266 | 9e   | Sean Kotary        | États-Unis         | Centre         |
| 285 | 9e   | Blake Ward         | Canada             | Gardien de but |

### 2001
| No  | Tour | Nom                | Nationalité | Position       |
| --- | ---- | ------------------ | ----------- | -------------- |
| 63  | 2e   | Peter Budaj        | Slovaquie   | Gardien de but |
| 97  | 3e   | Danny Bois         | Canada      | Ailier droit   |
| 130 | 4e   | Colt King          | Canada      | Ailier gauche  |
| 143 | 5e   | František Skladaný | Slovaquie   | Ailier gauche  |
| 144 | 5e   | Cody McCormick     | Canada      | Attaquant      |
| 149 | 5e   | Mikko Viitanen     | Finlande    | Défenseur      |
| 165 | 5e   | Pierre-Luc Émond   | Canada      | Centre         |
| 184 | 6e   | Scott Horvath      | États-Unis  | Ailier droit   |
| 196 | 6e   | Charlie Stephens   | Canada      | Attaquant      |
| 227 | 7e   | Marek Svatoš       | Slovaquie   | Ailier droit   |

### 2002
| No  | Tour | Nom             | Nationalité | Position       |
| --- | ---- | --------------- | ----------- | -------------- |
| 28  | 1er  | Jonas Johansson | Suède       | Attaquant      |
| 61  | 2e   | Johnny Boychuk  | Canada      | Défenseur      |
| 94  | 3e   | Eric Lundberg   | États-Unis  | Défenseur      |
| 107 | 4e   | Mikko Kalteva   | Finlande    | Défenseur      |
| 129 | 4e   | Tom Gilbert     | États-Unis  | Défenseur      |
| 164 | 5e   | Tyler Weiman    | Canada      | Gardien de but |
| 195 | 6e   | Taylor Christie | Canada      | Défenseur      |
| 227 | 7e   | Ryan Steeves    | Canada      | Attaquant      |
| 258 | 8e   | Sergei Shemetov | Russie      | Attaquant      |
| 289 | 9e   | Sean Collins    | États-Unis  | Ailier gauche  |

### 2003
| No  | Tour | Nom              | Nationalité        | Position      |
| --- | ---- | ---------------- | ------------------ | ------------- |
| 63  | 2e   | David Liffiton   | Canada             | Défenseur     |
| 131 | 4e   | David Svagrovsky | République tchèque | Ailier droit  |
| 146 | 5e   | Mark McCutcheon  | États-Unis         | Centre        |
| 163 | 5e   | Brad Richardson  | Canada             | Centre        |
| 204 | 7e   | Linus Videll     | Suède              | Ailier gauche |
| 225 | 7e   | Brett Hemingway  | Canada             | Attaquant     |
| 257 | 8e   | Darryl Yacboski  | Canada             | Défenseur     |
| 288 | 9e   | David Jones      | Canada             | Ailier droit  |

### 2004
| No  | Tour | Nom                    | Nationalité | Position       |
| --- | ---- | ---------------------- | ----------- | -------------- |
| 21  | 1er  | Wojtek Wolski          | Pologne     | Ailier gauche  |
| 55  | 2e   | Victor Oreskovich      | Canada      | Ailier droit   |
| 72  | 3e   | Denis Parchine         | Russie      | Ailier gauche  |
| 154 | 5e   | Richard Demén-Willaume | Suède       | Défenseur      |
| 184 | 6e   | Derek Peltier          | États-Unis  | Défenseur      |
| 215 | 7e   | Ian Keserich           | États-Unis  | Gardien de but |
| 239 | 8e   | Brandon Yip            | Canada      | Ailier droit   |
| 249 | 8e   | J.D. Corbin            | États-Unis  | Ailier gauche  |
| 281 | 9e   | Stephen McClellan      | États-Unis  | Défenseur      |

### 2005
| No  | Tour | Nom            | Nationalité | Position      |
| --- | ---- | -------------- | ----------- | ------------- |
| 34  | 2e   | Ryan Stoa      | États-Unis  | Centre        |
| 44  | 2e   | Paul Stastny   | Canada      | Centre        |
| 47  | 2e   | Tom Fritsche   | États-Unis  | Ailier gauche |
| 52  | 2e   | Chris Durand   | Canada      | Centre        |
| 88  | 3e   | T.J. Hensick   | États-Unis  | Centre        |
| 124 | 4e   | Raymond Macias | États-Unis  | Défenseur     |
| 166 | 6e   | Jason Lynch    | Canada      | Défenseur     |
| 168 | 6e   | Justin Mercier | États-Unis  | Attaquant     |
| 222 | 7e   | Kyle Cumiskey  | Canada      | Défenseur     |

### 2006
| No  | Tour | Nom              | Nationalité | Position       |
| --- | ---- | ---------------- | ----------- | -------------- |
| 18  | 1er  | Chris Stewart    | Canada      | Ailier droit   |
| 51  | 2e   | Nigel Williams   | États-Unis  | Défenseur      |
| 59  | 2e   | Codey Burki      | Canada      | Centre         |
| 81  | 3e   | Mike Carman      | États-Unis  | Centre         |
| 110 | 4e   | Kevin Montgomery | États-Unis  | Défenseur      |
| 201 | 7e   | Billy Sauer      | États-Unis  | Gardien de but |

### 2007
| No  | Tour | Nom                   | Nationalité | Position       |
| --- | ---- | --------------------- | ----------- | -------------- |
| 14  | 1er  | Kevin Shattenkirk     | États-Unis  | Défenseur      |
| 45  | 2e   | Colby Cohen           | États-Unis  | Défenseur      |
| 49  | 2e   | Trevor Cann           | Canada      | Gardien de but |
| 55  | 2e   | Terry Joseph Galiardi | Canada      | Attaquant      |
| 105 | 4e   | Brad Malone           | Canada      | Attaquant      |
| 113 | 4e   | Kent Patterson        | États-Unis  | Gardien de but |
| 135 | 5e   | Paul Carey            | États-Unis  | Centre         |
| 155 | 6e   | Jens Hellgren         | Suède       | Défenseur      |
| 195 | 7e   | Johan Alcen           | Suède       | Attaquant      |

### 2008
| No  | Tour | Nom            | Nationalité | Position       |
| --- | ---- | -------------- | ----------- | -------------- |
| 50  | 2e   | Cameron Gaunce | Canada      | Défenseur      |
| 61  | 2e   | Peter Delmas   | Canada      | Gardien de but |
| 110 | 4e   | Kelsey Tessier | Canada      | Centre         |
| 140 | 5e   | Mark Olver     | Canada      | Centre         |
| 167 | 6e   | Joël Chouinard | Canada      | Défenseur      |
| 170 | 6e   | Jonas Holøs    | Norvège     | Défenseur      |
| 200 | 7e   | Nathan Condon  | États-Unis  | Centre         |

### 2009
| No  | Tour | Nom             | Nationalité | Position       |
| --- | ---- | --------------- | ----------- | -------------- |
| 3   | 1er  | Matthew Duchene | Canada      | Centre         |
| 33  | 2e   | Ryan O'Reilly   | Canada      | Centre         |
| 49  | 2e   | Stefan Elliott  | Canada      | Défenseur      |
| 64  | 3e   | Tyson Barrie    | Canada      | Défenseur      |
| 124 | 5e   | Kieran Millan   | Canada      | Gardien de but |
| 154 | 6e   | Brandon Maxwell | États-Unis  | Gardien de but |
| 184 | 7e   | Gus Young       | États-Unis  | Défenseur      |

### 2010
| No  | Tour | Nom               | Nationalité | Position       |
| --- | ---- | ----------------- | ----------- | -------------- |
| 17  | 1er  | Joey Hishon       | Canada      | Centre         |
| 49  | 2e   | Calvin Pickard    | Canada      | Gardien de but |
| 71  | 3e   | Michaël Bournival | Canada      | Ailier gauche  |
| 95  | 4e   | Stephen Silas     | Canada      | Défenseur      |
| 107 | 4e   | Sami Aittokallio  | Finlande    | Gardien de but |
| 137 | 5e   | Troy Rutkowski    | Canada      | Défenseur      |
| 139 | 5e   | Luke Walker       | États-Unis  | Ailier droit   |
| 197 | 7e   | Luke Moffatt      | États-Unis  | Centre         |

### 2011
| No  | Tour | Nom               | Nationalité | Position      |
| --- | ---- | ----------------- | ----------- | ------------- |
| 2   | 1er  | Gabriel Landeskog | Suède       | Ailier gauche |
| 11  | 1er  | Duncan Siemens    | Canada      | Défenseur     |
| 93  | 4e   | Joachim Nermark   | Suède       | Centre        |
| 123 | 5e   | Garrett Meurs     | Canada      | Centre        |
| 153 | 6e   | Gabriel Beaupré   | Canada      | Défenseur     |
| 183 | 7e   | Dillon Donnelly   | États-Unis  | Défenseur     |

### 2012
| No  | Tour | Nom             | Nationalité | Position      |
| --- | ---- | --------------- | ----------- | ------------- |
| 41  | 2e   | Mitchell Heard  | Canada      | Centre        |
| 72  | 3e   | Troy Bourke     | Canada      | Ailier gauche |
| 132 | 5e   | Michael Clarke  | Canada      | Centre        |
| 162 | 6e   | Joseph Blandisi | Canada      | Centre        |
| 192 | 7e   | Colin Smith     | Canada      | Centre        |

### 2013
| No  | Tour | Nom              | Nationalité | Position       |
| --- | ---- | ---------------- | ----------- | -------------- |
| 1   | 1er  | Nathan MacKinnon | Canada      | Centre         |
| 32  | 2e   | Chris Bigras     | Canada      | Défenseur      |
| 63  | 3e   | Spencer Martin   | Canada      | Gardien de but |
| 93  | 4e   | Mason Geertsen   | Canada      | Défenseur      |
| 123 | 5e   | Will Butcher     | États-Unis  | Défenseur      |
| 153 | 6e   | Ben Storm        | États-Unis  | Défenseur      |
| 183 | 7e   | Wilhelm Westlund | Suède       | Défenseur      |

### 2014
| No  | Tour | Nom                | Nationalité | Position       |
| --- | ---- | ------------------ | ----------- | -------------- |
| 23  | 1er  | Conner Bleackley   | Canada      | Centre         |
| 84  | 3e   | Kyle Wood          | Canada      | Défenseur      |
| 93  | 4e   | Nicholas Magyar    | États-Unis  | Ailier droit   |
| 114 | 4e   | Alexis Pépin       | Canada      | Ailier gauche  |
| 144 | 5e   | Anton Lindholm     | Suède       | Défenseur      |
| 174 | 6e   | Maximilian Pajpach | Slovaquie   | Gardien de but |
| 204 | 7e   | Julien Nantel      | Canada      | Centre         |

### 2015
| No  | Tour | Nom                     | Nationalité | Position      |
| --- | ---- | ----------------------- | ----------- | ------------- |
| 10  | 1er  | Mikko Rantanen          | Finlande    | Ailier droit  |
| 39  | 2e   | Anthony-John Greer      | Canada      | Ailier gauche |
| 40  | 2e   | Nicolas Meloche         | Canada      | Défenseur     |
| 71  | 3e   | Jean-Christophe Beaudin | Canada      | Centre        |
| 101 | 4e   | Andreï Mironov          | Russie      | Défenseur     |
| 161 | 6e   | Sergueï Boïkov          | Russie      | Défenseur     |
| 191 | 7e   | Gustav Olhaver          | Suède       | Centre        |

### 2016
| No  | Tour | Nom           | Nationalité | Position       |
| --- | ---- | ------------- | ----------- | -------------- |
| 10  | 1er  | Tyson Jost    | Canada      | Centre         |
| 40  | 2e   | Cam Morrison  | Canada      | Ailier gauche  |
| 71  | 3e   | Josh Anderson | Canada      | Défenseur      |
| 131 | 5e   | Adam Werner   | Suède       | Gardien de but |
| 161 | 6e   | Nate Clurman  | États-Unis  | Défenseur      |
| 191 | 7e   | Travis Barron | Canada      | Ailier gauche  |

### 2017
| No  | Tour | Nom              | Nationalité        | Position       |
| --- | ---- | ---------------- | ------------------ | -------------- |
| 4   | 1er  | Cale Makar       | Canada             | Défenseur      |
| 32  | 2e   | Conor Timmins    | Canada             | Défenseur      |
| 94  | 4e   | Nicholas Henry   | Canada             | Ailier droit   |
| 114 | 4e   | Petr Kvaca       | République tchèque | Gardien de but |
| 125 | 5e   | Igor Chvyriov    | Russie             | Centre         |
| 156 | 6e   | Denis Smirnov    | Russie             | Ailier droit   |
| 187 | 7e   | Nicky Leivermann | États-Unis         | Défenseur      |

### 2018
| No  | Tour | Nom               | Nationalité        | Position       |
| --- | ---- | ----------------- | ------------------ | -------------- |
| 16  | 1er  | Martin Kaut       | République tchèque | Ailier droit   |
| 64  | 3e   | Justus Annunen    | Finlande           | Gardien de but |
| 78  | 3e   | Sampo Ranta       | Finlande           | Ailier gauche  |
| 109 | 4e   | Tyler Weiss       | États-Unis         | Ailier gauche  |
| 140 | 5e   | Brandon Saigeon   | Canada             | Centre         |
| 146 | 5e   | Daniil Jouravliov | Russie             | Défenseur      |
| 171 | 6e   | Nikolaï Kovalenko | Russie États-Unis  | Ailier droit   |
| 202 | 7e   | Chamil Chmakov    | Russie             | Gardien de but |

### 2019
| No  | Tour | Nom               | Nationalité | Position       |
| --- | ---- | ----------------- | ----------- | -------------- |
| 4   | 1er  | Bowen Byram       | Canada      | Défenseur      |
| 16  | 1er  | Alex Newhook      | Canada      | Centre         |
| 47  | 2e   | Drew Helleson     | États-Unis  | Défenseur      |
| 63  | 3e   | Matthew Stienburg | Canada      | Centre         |
| 78  | 3e   | Alex Beaucage     | Canada      | Ailier droit   |
| 140 | 5e   | Sasha Mutala      | Canada      | Ailier droit   |
| 171 | 6e   | Luka Burzan       | Canada      | Ailier droit   |
| 202 | 7e   | Trent Miner       | Canada      | Gardien de but |

### 2020
| No  | Tour | Nom            | Nationalité | Position     |
| --- | ---- | -------------- | ----------- | ------------ |
| 25  | 1er  | Justin Barron  | Canada      | Défenseur    |
| 75  | 3e   | Jean-Luc Foudy | Canada      | Centre       |
| 118 | 4e   | Colby Ambrosio | Canada      | Centre       |
| 139 | 5e   | Ryder Rolston  | États-Unis  | Ailier droit |
| 167 | 6e   | Nils Aman      | Suède       | Centre       |

### 2021
| No  | Tour | Nom              | Nationalité | Position      |
| --- | ---- | ---------------- | ----------- | ------------- |
| 28  | 1er  | Oskar Olausson   | Suède       | Ailier droit  |
| 61  | 2e   | Sean Behrens     | États-Unis  | Défenseur     |
| 92  | 3e   | Andreï Bouialski | Kazakhstan  | Centre        |
| 220 | 7e   | Taylor Makar     | Canada      | Ailier gauche |

### 2022
| No  | Tour | Nom                 | Nationalité | Position       |
| --- | ---- | ------------------- | ----------- | -------------- |
| 193 | 6e   | Christopher Romaine | États-Unis  | Défenseur      |
| 225 | 7e   | Ivan Zhigalov       | Biélorussie | Gardien de but |

### 2023
| No  | Tour | Nom               | Nationalité | Position  |
| --- | ---- | ----------------- | ----------- | --------- |
| 27  | 1er  | Calum Ritchie     | Canada      | Centre    |
| 31  | 1er  | Mikhaïl Gouliaïev | Russie      | Défenseur |
| 155 | 5e   | Nikita Ichimnikov | Russie      | Défenseur |
| 187 | 6e   | Jeremy Hanzel     | Canada      | Défenseur |
| 219 | 7e   | Maroš Jedlička    | Slovaquie   | Centre    |

### 2024
| No  | Tour | Nom                 | Nationalité | Position       |
| --- | ---- | ------------------- | ----------- | -------------- |
| 38  | 2e   | Ilia Nabokov        | Russie      | Gardien de but |
| 76  | 3e   | William Zellers     | États-Unis  | Attaquant      |
| 121 | 4e   | Jake Fisher         | États-Unis  | Centre         |
| 132 | 5e   | Louka Cloutier      | Canada      | Gardien de but |
| 137 | 5e   | Ivan Iounine        | Russie      | Gardien de but |
| 161 | 5e   | Maxmilian Curran    | Tchéquie    | Centre         |
| 186 | 6e   | Tory Pitner         | États-Unis  | Défenseur      |
| 215 | 7e   | Christian Humphreys | États-Unis  | Centre         |

### 2025
| No  | Tour | Nom                 | Nationalité | Position  |
| --- | ---- | ------------------- | ----------- | --------- |
| 77  | 3e   | Francesco Dell'elce | Canada      | Défenseur |
| 118 | 4e   | Linus Funck         | Suède       | Défenseur |
| 214 | 7e   | Nolan Roed          | États-Unis  | Attaquant |